# Villaudric
Villaudric är en kommun i departementet Haute-Garonne i regionen Occitanien i södra Frankrike. Kommunen ligger i kantonen Fronton som tillhör arrondissementet Toulouse. År 2022 hade Villaudric 1 649 invånare.

## Befolkningsutveckling
Antalet invånare i kommunen Villaudric

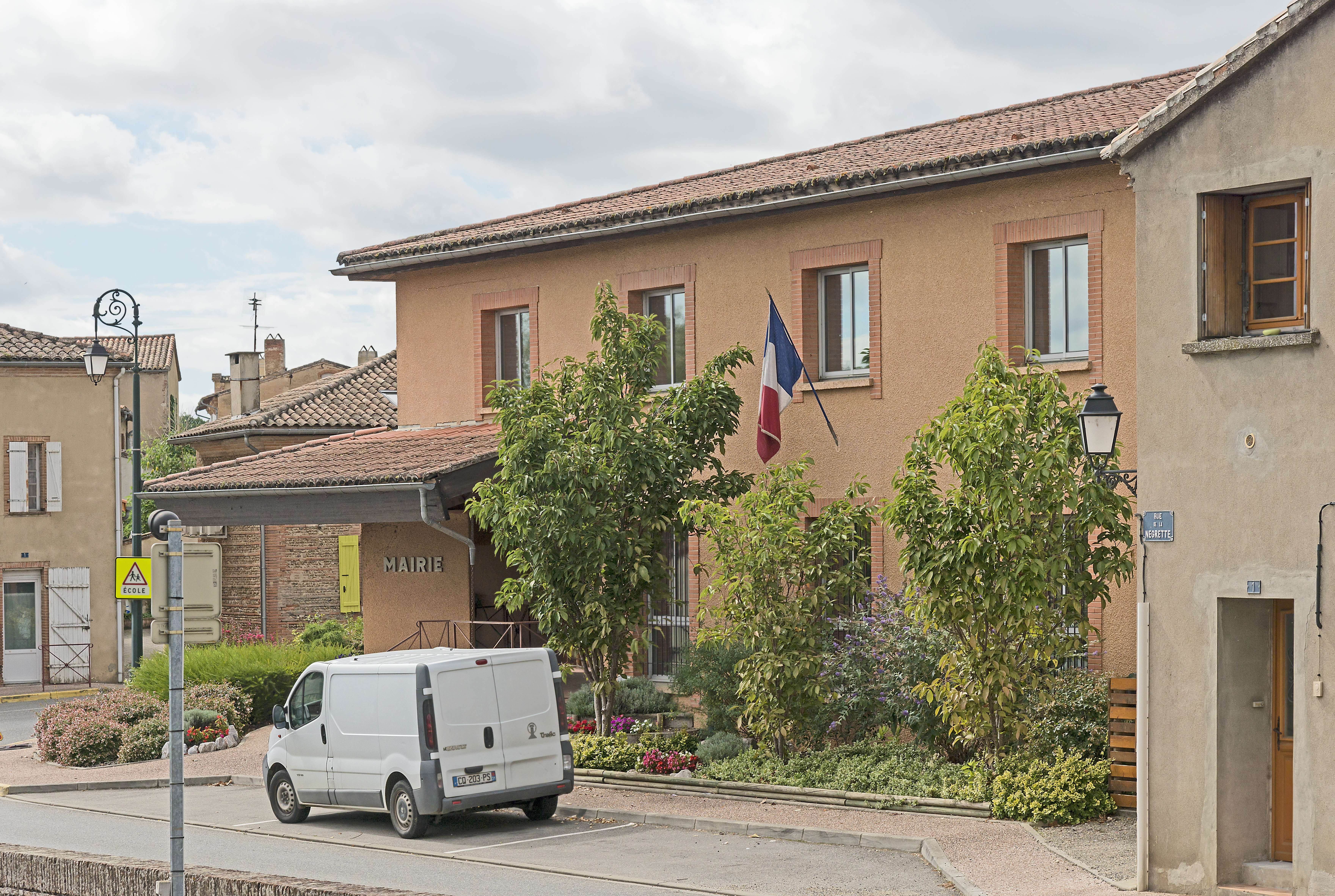
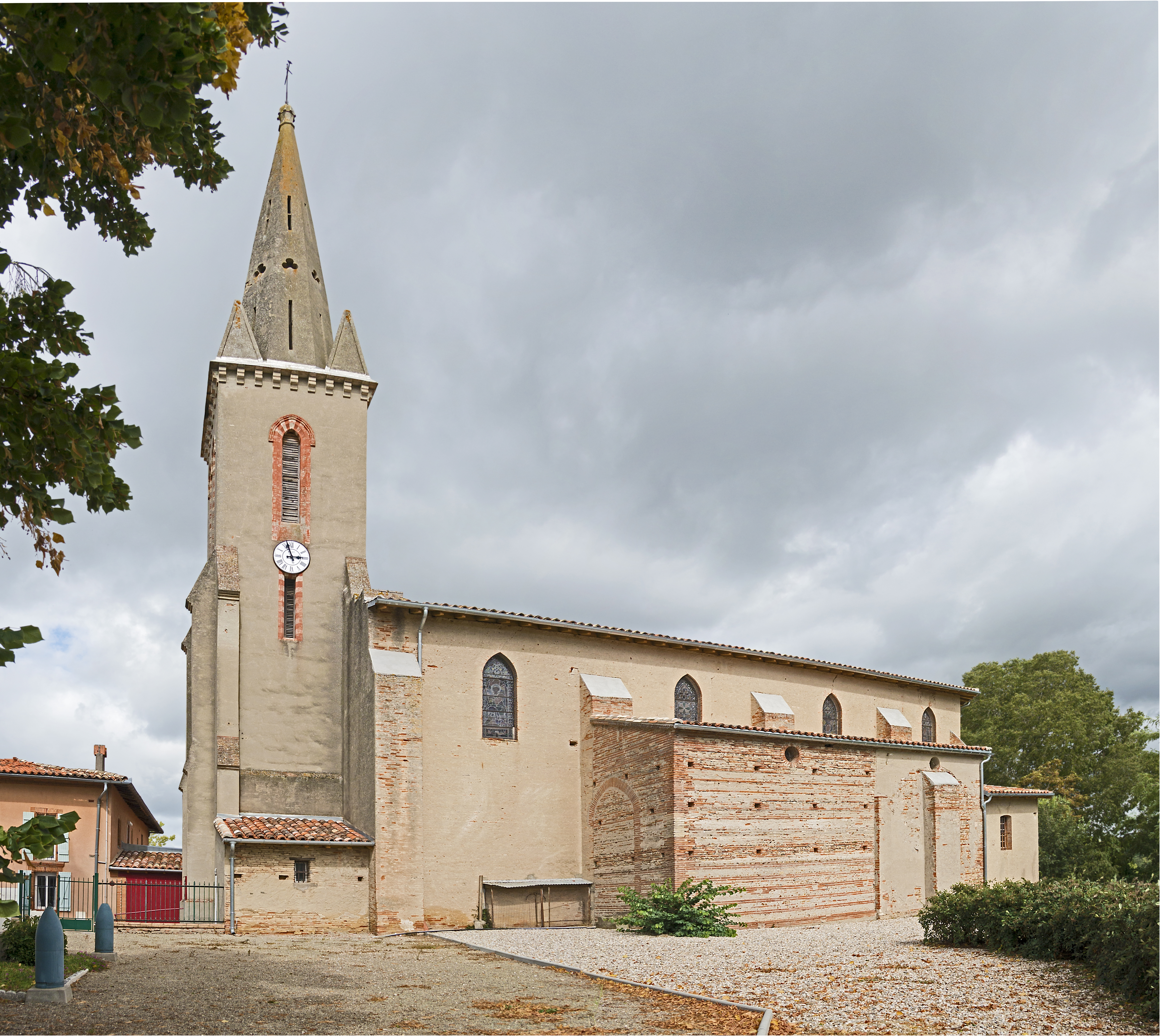

Referens:INSEE